# George Best
George Best (22 tháng 5 năm 1946 - 25 tháng 11 năm 2005) là một cầu thủ bóng đá người Bắc Ireland, nổi tiếng với quãng thời gian chơi cho Manchester United. Ông chơi ở vị trí tiền vệ cánh, là cầu thủ sở hữu tốc độ, kĩ thuật, thăng bằng, khả năng tạo khoảng trống, sút tốt hai chân, khả năng ghi bàn và đánh lừa hậu vệ đối phương. Năm 1968, ông giành chức vô địch châu Âu với Manchester United đồng thời giành danh hiệu Quả Bóng Vàng cùng năm. Khi khỏe mạnh, ông luôn là sự lựa chọn của đội tuyển Bắc Ireland, dù chưa một lần dẫn dắt đội đến một kỳ World Cup nào.
Năm 1999, ông được bầu đứng thứ 11, sau Marco Van Basten, trong cuộc bầu chọn cầu thủ châu Âu xuất sắc nhất thế kỷ tổ chức bởi IFFHS. Best cũng được bầu ở vị trí thứ 16, sau Lothar Matthäus, trong cuộc bầu chọn cầu thủ xuất sắc nhất thế kỷ. Pelé bầu ông là một trong 125 huyền thoại bóng đá sống của thế kỷ năm 2004 (xem FIFA 100). Ông được xếp thứ 8 trong Danh sách 100 cầu thủ hay nhất thế giới thế kỷ 20 của World Soccer. Tại quê nhà Bắc Ireland, sự ngưỡng mộ của người dân dành cho ông được thể hiện qua câu chơi chữ: "Maradona good; Pelé better; George Best" (Maradona giỏi, Pelé giỏi hơn, George giỏi nhất (Best)).
Best là một trong những cầu thủ ngôi sao đầu tiên trong bóng đá, tuy nhiên cuộc sống phóng túng quá mức đã lôi ông tới với rượu, thứ đã rút ngắn sự nghiệp thi đấu của Best và cũng là thứ đã dẫn đến cái chết của ông ở tuổi 59. Nguyên nhân cái chết của Best là do ảnh hưởng của thận, do sốc thuốc. Tạp chí GQ bầu ông là một trong những người đàn ông phong cách nhất trong năm mươi năm qua. Khoảng 100.000 người đã có mặt trong đám tang của ông tại quê hương Belfast.
Vào khoảng năm 1975, ông được cho là có dính líu tình cảm với Jane Felix Browne, vợ thứ hai của Omar Osama bin Laden, con trai của trùm khủng bố Osama bin Laden.
Ngày 25/11/2005, Best qua đời tại London vì bệnh xơ gan

### Sự Nghiệp
Best là con trai cả của Richard "Dickie" Best (1919-2008) và Anne Best (nhũ danh Withers, 1922-1978). Xuất thân từ những khu dân cư của tầng lớp lao động ở Belfast, xuất thân trong một gia đình theo đạo Tin lành (Trưởng lão và Orange), mẹ anh là một cựu nữ vận động viên thể thao cấp cao, một vận động viên khúc côn cầu trên sân trước khi chiến tranh làm gián đoạn sự nghiệp của bà, từ đó sinh ra một đàn con. công việc, từ gói thuốc lá hoặc kem đến bán cá và khoai tây chiên. Riveteur cha xưởng đóng tàu Belfast và chơi bóng đá nghiệp dư cho đến 37 năm của ông. Việc mẹ cô nghiện rượu nặng 4 đóng một vai trò trong việc của George Best.
Vào năm 15 tuổi, George Best đã được phát hiện với một người bạn, Eric McMordie, ở quê hương Belfast của anh ấy bởi Bob Bishop, nhà tuyển dụng thay mặt cho Manchester United. Người sau đó khẩn cấp gửi một bức điện cho huấn luyện viên Sir Matt Busby của Manchester với nội dung đơn giản: "Tôi đã tìm thấy hai người trẻ: một người giỏi và một thiên tài" . Best do đó đã được mời đến thử việc kéo dài một tuần ở Manchester và thuyết phục Busby vào một buổi sáng. Tuy nhiên, vào cuối ngày đầu tiên, hai đứa trẻ quyết định quay trở lại Belfast., cảm thấy rằng họ đã nhìn thấy đủ. Cha của George sau đó gọi điện cho Matt Busby để xin lỗi vì con trai mình, người nhanh chóng được Joe Armstrong, giám đốc tuyển dụng của câu lạc bộ, tuyển dụng làm học việc. Sau đó anh ấy chuyển sang chuyên nghiệp và có trận ra mắt đội một Manchester United vào ngày 14 tháng 9 năm 1963 , lúc 17 tuổi và 4 tháng, trong trận đấu với West Bromwich Albion tại Old Trafford: trong pha bóng đầu tiên của mình, anh ấy đã thực hiện một quả cầu nhỏ qua cầu thủ đối phương Graham Williams, người đã bị chế giễu trong suốt trận đấu.
Một trong những kiến trúc sư vĩ đại của các chức danh của nhà vô địch nước Anh của năm 1965 và 1967. Phần còn lại của châu Âu được phát hiện trong một trận đấu Cúp các câu lạc bộ vô địch châu Âu ở tháng 3 năm 1966 nơi anh đạt được một màn trình diễn tuyệt vời, ghi cú đúp vào lưới Benfica của Eusébio (5-1). Bàn thắng của anh ấy trong trận chung kết cúp châu Âu năm 1968 chiến thắng trước Benfica, chiến thắng đầu tiên cho một câu lạc bộ Anh tại cúp châu Âu, đã ghi nhận sự nổi tiếng của Best .Cũng trong năm,ông giành được Quả Bóng Vàng Châu Âu, trước đồng đội của ông Bobby Charlton.
Với "mái tóc tém, vẻ ngoài thoát tục, khuôn mặt thiên thần..."  , anh ấy là cầu thủ bóng đá đầu tiên đạt được danh hiệu ngôi sao nhạc pop, đến mức anh ấy được đặt biệt danh là " The Fifth Beatles  "  hoặc "Beatles khi đối mặt với một thiên thần "của tờ Daily Express   tờ báo nổi tiếng của Luân Đôn, và là người đầu tiên xuất hiện trong quảng cáo. Vào thời điểm đó, Old Trafford chứng kiến hơn 10.000 lá thư đến mỗi tuần, tất cả đều là của Georgie Boy và được vận chuyển bằng xe tải đặc biệt của Royal Mail. Biểu tượng cho sự điên rồ này, ở tiếng còi cuối cùng của trận chung kết năm 1968 với Benfica, một cổ động viên lao xuống bãi cỏ với một con dao để... cắt tóc của Best, người đã thoát khỏi số.
Vị thế ngôi sao mới của anh ấy cho phép anh ấy có tất cả những gì thái quá, anh ấy uống rất nhiều, dành phần lớn thời gian để tiệc tùng và tiêu xài hoang phí tại sòng bạc. Đỉnh cao sự nghiệp ngắn ngủi của Best bắt đầu kết thúc với việc Matt Busby từ giã sự nghiệp huấn luyện cuối cùng vào năm 1971, người sau này, người mà anh ấy có mối quan hệ gần như là cha, thực sự là người duy nhất có thể dẫn dắt anh ấy  . Tuy nhiên, thiên tài của anh ấy vẫn có thật, được minh họa bằng vị trí thứ ba trong bảng xếp hạng Ballon d'Or năm 1971.
Cuộc sống riêng tư của anh ngày càng lấn sâu vào sự nghiệp, anh bỏ tập, sa sút phong độ và ngày càng có dấu hiệu lo lắng, khiến anh không còn do dự mà thỉnh thoảng trở về trong tình trạng say xỉn. Biểu tượng cho sự bất cần của anh ấy. Tháng 1 năm 1970 bốn tuần vì giật bóng từ tay trọng tài. Khi trở lại, ngày 7 tháng 2 đánh dấu sáu trong số tám bàn thắng MU khi chiến thắng trong 5 ngày tròn của Cup gặp Northampton Town FC (8-2)  . Suy kiệt về thể chất và kiệt quệ về mặt tinh thần, Best giấu đi số cân nặng thêm của mình dưới bộ râu rậm và không nhận được sự tin tưởng của huấn luyện viên mới Tommy Docherty và các đồng đội của anh ấy.  . Willie Morgan, cầu thủ chạy cánh người Scotland của câu lạc bộ, sau này nói: "George nghĩ anh ấy là James Bond. Anh ta có tất cả những gì mình muốn, tiền bạc, gái gú, danh vọng. Anh ta sống từ tay đến miệng và luôn tránh xa nó. Khi anh ấy bỏ tập, mọi người đã bao biện cho anh ấy. Anh ấy không cần phải cung cấp bất kỳ thứ gì. Anh ấy không quan tâm đến bất cứ điều gì "  . Mối quan hệ thậm chí còn khá căng thẳng với một số người, đặc biệt là ngay từ đầu với Bobby Charlton, người đã không đánh giá cao Best ở giá trị thực của anh ấy cho đến tận sau này (thừa nhận rằng anh ấy đã sai về anh ấy trong một thời gian dài).
Tốt nhất tối trong rượu. Năm 1972, anh rời giải vô địch để nghỉ hưu khi mới chỉ 26 tuổi, theo sự sắp xếp mà huấn luyện viên mới của anh, Frank O'Farrell, đã cố gắng áp đặt cho anh. Người thứ hai bắt đầu với hai tuần lương tiền phạt, các buổi huấn luyện bổ sung và anh ta được lệnh phải rời khỏi nhà của mình để đến một nơi yên tĩnh hơn. Best gửi lời xin lỗi và kết thúc việc "nghỉ hưu" này sau chưa đầy hai tuần nghỉ dưỡng tại Tây Ban Nha. Năm 1974, khi đó 27 tuổi, anh bị Manchester United sa thải vì nhiều hành vi lạm dụng khác nhau, bao gồm cả việc vấp ngã trong quá trình huấn luyện. Ông đã chơi trận đấu cuối cùng với Quỷ Đỏ vào ngày 1 Tháng 1 năm 1974 gặp Queens Park Rangers tại sân vận động Loftus Road (trận thua 3-0). Trong 466 lần ra sân trên mọi đấu trường, anh đã ghi được 178 bàn thắng. Anh là cầu thủ ghi bàn hàng đầu cho câu lạc bộ của mình trong sáu năm liên tiếp và là cầu thủ ghi bàn hàng đầu tại giải vô địch Anh mùa giải 1967-68.
Sau khi rời Manchester, Những người tự do xuất sắc nhất trong các câu lạc bộ hạng hai: Do Thái Guild  (en) ở Nam Phi  , Dunstable Town  (en), Stockport County và Cork Celtic ở Ireland. Trong một trong ba trận đấu này, anh ta đi bóng, lừa bóng một cầu thủ, xoay người và trả bóng bằng chân để cuối cùng vượt qua số 9  . Sau đó, anh đến Hoa Kỳ để khoác áo Los Angeles Aztecs, trong thời kỳ khủng hoảng tài chính (đối với câu lạc bộ như giải vô địch Mỹ), đã thành công, nhờ sự hiện diện của Best, trong việc tìm kiếm một nhà đầu tư tên là Elton John. Tại đây, anh gặp Angie McDonalds, một người mẫu hàng đầu của Mỹ, người mà anh đã định cư cùng. Bất chấp những nỗ lực của cô gái trẻ, cai nghiện và uống thuốc, Best vẫn tiếp tục uống rượu và bùng phát.
Best sau đó cùng bạn gái trở về Anh, nơi anh ký hợp đồng với Fulham FC - vì danh tiếng của mình - trước khi Angie trở về Mỹ, tức giận vì những cuộc tình ngoài hôn nhân của cô ấy. George sau đó chạy theo anh ta cho đến khi cô đồng ý kết hôn với anh ta vào năm 1978, và họ có một con trai vào năm 1981, Calum Best. Anh chơi lại với Los Angeles Aztecs cho đến cuối mùa giải 1978. Trong các mùa giải 1979-1980 và 1980-1981, George Best luân phiên giữa các câu lạc bộ Mỹ Strikers of Fort Lauderdale và Earthquakes of San José và làm việc tự do cho Hibernian, trong Scotland. Hai câu lạc bộ cuối cùng nhìn thấy anh ấy thi đấu là Bournemouth ở Anh và Brisbane Lions ở Úc, năm 1983. Sau đó ông nghỉ hưu ở tuổi 37.
Anh ấy có 37 lần khoác áo Bắc Ireland, ghi 9 bàn thắng, nhưng chưa từng chơi trận nào ở World Cup. Anh ấy đã yêu cầu rất nhiều lần rằng một đội Ireland thống nhất được thành lập nhưng vô ích, mặc dù nó rất nổi tiếng.

### Sau khi giải nghệ và qua đời
Việc Best từ giã thể thao không giúp ích gì cho việc nghiện rượu của anh. Bạn của anh, Jim Boyce, kể lại những gì Best đã nói với anh vào năm 1988: "Mọi người không nhận ra rằng tôi đang mắc chứng nghiện rượu của mình tồi tệ như thế nào. Và họ không thấy sự căng thẳng mà tôi đã phải chịu đựng khi cố gắng dừng lại. Nhưng tôi không thể không uống. Thật không may, do căn bệnh này, tôi đã không trở thành người mà tôi muốn trở thành chút nào. Và tôi biết tôi không bao giờ có thể thay đổi nó.
Năm 1984, George Best bị kết án ba tháng tù vì lái xe trong tình trạng say rượu và hành hung một đặc vụ. Anh ấy đã chơi những trận đấu cuối cùng và ghi những bàn thắng cuối cùng với Ford Open Prison. Lễ kỷ niệm của anh ấy được tổ chức vào năm 1988 tại Công viên Windsor ở Belfast, trong đó anh ấy đã ghi được hai bàn thắng. Trên khán đài là Sir Matt Busby và Bob Bishop. Biểu tượng cho sự nổi tiếng của nó, vào năm 1987, nhóm The Wedding Present đặt tên cho album đầu tiên của mình với tên của cầu thủ nổi tiếng.
Năm 1991, anh ấy xuất hiện hoàn toàn trong tình trạng say xỉn trên một chương trình của BBC. Anh được bầu chọn là vận động viên người Anh của thế kỷ vào năm 1995. Nhưng điều này không làm thay đổi được hoàn cảnh của anh, anh bị hủy hoại, không còn thực sự có một địa chỉ cố định và phải bán lại tất cả các danh hiệu của mình. Nhờ số tiền thu được, ông quản lý để mua một căn nhà nhỏ ở thành phố Antalya ở Thổ Nhĩ Kỳ. Năm 1994, anh ta đã trải qua Giáng sinh trong tù, sau khi bị kết tội lái xe trong tình trạng say rượu. Năm 1998, George Best trở thành bình luận viên cho Sky Sports. Vào tháng 3 năm 2000, anh ta phải chịu cảnh báo sức khỏe nghiêm trọng đầu tiên: gan bị ảnh hưởng. Chúng tôi lo sợ cho cuộc sống của anh ấy. Tháng 2 năm 2001, anh phải nhập viện vì bệnh viêm phổi. Best đã trải qua ca ghép gan vào năm 2002, nhưng nhanh chóng tái phát và bắt đầu uống rượu trở lại, ảnh hưởng nghiêm trọng đến sức khỏe của anh ấy.
Năm 2004, anh lại bị kết tội lái xe trong tình trạng say rượu và bị tước bằng lái trong 20 tháng. Anh ấy đã phải nhập viện vào đầu tháng 10 để chăm sóc đặc biệt tại Bệnh viện Cromwell ở London, một bệnh viện tư nhân ở Kensington, sau khi bị nhiễm trùng phổi. Tình trạng của anh ấy sau đó tiếp tục xấu đi. George Best qua đời vào ngay22 tháng 11 năm 2005 vì bị nhiễm trùng phổi ở tuổi 59, được chăm sóc bởi con trai bà, Calum, 24 tuổi và cha Dickie, 86 tuổi. Cái chết của ông đã tạo nên niềm xúc động lớn ở Vương quốc Anh. Hơn 300.000 người (hơn một phần sáu dân số Bắc Ireland) đã tháp tùng đám rước của anh ấy bất chấp trời mưa trong lễ tang quốc gia của anh ấy ở Belfast theo âm thanh của The Long and Winding Road của The Beatles. Các sân bay Belfast thay đổi tên của nó lấy của George Best.
Trên một trong những vòng hoa đặt trên quan tài của Best có dòng chữ "Maradona tốt, Pelé tốt hơn, George tốt nhất" 

## Thống kê sự nghiệp

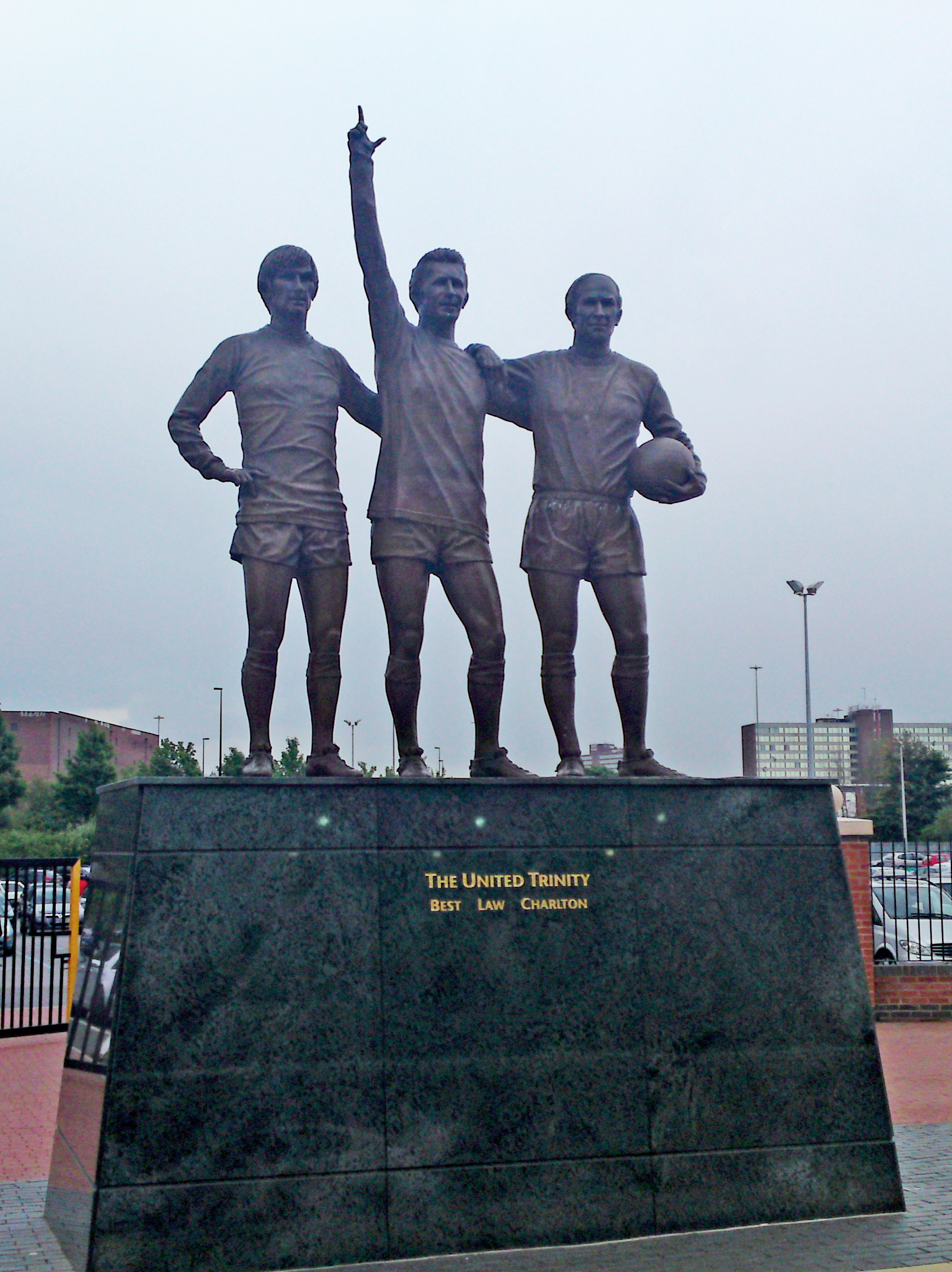
Tượng George Best, Denis Law và Bobby Charlton bên ngoài sân vận động Old Trafford

| Đội tuyển bóng đá Bắc Ireland | Đội tuyển bóng đá Bắc Ireland | Đội tuyển bóng đá Bắc Ireland |
| Năm                           | Trận                          | Bàn                           |
| ----------------------------- | ----------------------------- | ----------------------------- |
| 1964                          | 6                             | 2                             |
| 1965                          | 6                             | 1                             |
| 1966                          | 1                             | 0                             |
| 1967                          | 1                             | 0                             |
| 1968                          | 1                             | 1                             |
| 1969                          | 4                             | 0                             |
| 1970                          | 4                             | 1                             |
| 1971                          | 6                             | 4                             |
| 1972                          | 2                             | 0                             |
| 1973                          | 1                             | 0                             |
| 1974                          | 0                             | 0                             |
| 1975                          | 0                             | 0                             |
| 1976                          | 2                             | 0                             |
| 1977                          | 3                             | 0                             |
| Tổng cộng                     | 37                            | 9                             |

### Bàn thắng quốc tế
| # | Thời gian            | Địa điểm             | Đối thủ    | Bàn thắng | Kết quả | Giải đấu                       |
| - | -------------------- | -------------------- | ---------- | --------- | ------- | ------------------------------ |
| 1 | 14 tháng 11 năm 1964 | Lausanne, Thụy Sĩ    | Thụy Sĩ    | 1–1       | 1–2     | Vòng loại World Cup 1966       |
| 2 | 25 tháng 11 năm 1964 | Glasgow, Scotland    | Scotland   | 1–1       | 2–3     | British Home Championship 1965 |
| 3 | 7 tháng 5 năm 1965   | Belfast, Bắc Ireland | Albania    | 4–0       | 4–1     | Vòng loại World Cup 1966       |
| 4 | 13 tháng 10 năm 1968 | Belfast, Bắc Ireland | Thổ Nhĩ Kỳ | 1–1       | 4–1     | Vòng loại World Cup 1966       |
| 5 | 21 tháng 4 năm 1970  | London, Anh          | Anh        | 1–3       | 1–3     | British Home Championship 1970 |
| 6 | 3 tháng 2 năm 1971   | Nicosia, Síp         | Síp        | 3–0       | 3–0     | Vòng loại Euro 1972            |
| 7 | 21 tháng 4 năm 1971  | Belfast, Bắc Ireland | Síp        | 2–0       | 5–0     | Vòng loại Euro 1972            |
| 8 | 21 tháng 4 năm 1971  | Belfast, Bắc Ireland | Síp        | 3–0       | 5–0     | Vòng loại Euro 1972            |
| 9 | 21 tháng 4 năm 1971  | Belfast, Bắc Ireland | Síp        | 4–0       | 5–0     | Vòng loại Euro 1972            |

| Câu lạc bộ               | Mùa giải       | Giải | Giải | Cúp  | Cúp | League Cup | League Cup | Châu lục | Châu lục | Khác1 | Khác1 | Tổng cộng | Tổng cộng |
| Câu lạc bộ               | Mùa giải       | Trận | Bàn  | Trận | Bàn | Trận       | Bàn        | Trận     | Bàn      | Trận  | Bàn   | Trận      | Bàn       |
| ------------------------ | -------------- | ---- | ---- | ---- | --- | ---------- | ---------- | -------- | -------- | ----- | ----- | --------- | --------- |
| Manchester United        | 1963–64        | 17   | 4    | 7    | 2   | –          | –          | 2        | 0        | 0     | 0     | 26        | 6         |
| Manchester United        | 1964–65        | 41   | 10   | 7    | 2   | –          | –          | 11       | 2        | 0     | 0     | 59        | 14        |
| Manchester United        | 1965–66        | 31   | 9    | 5    | 3   | –          | –          | 6        | 4        | 1     | 1     | 43        | 17        |
| Manchester United        | 1966–67        | 42   | 10   | 2    | 0   | 1          | 0          | –        | –        | 0     | 0     | 45        | 10        |
| Manchester United        | 1967–68        | 41   | 28   | 2    | 1   | –          | –          | 9        | 3        | 1     | 0     | 53        | 32        |
| Manchester United        | 1968–69        | 41   | 19   | 6    | 1   | –          | –          | 6        | 2        | 2     | 0     | 55        | 22        |
| Manchester United        | 1969–70        | 37   | 15   | 8    | 6   | 8          | 2          | –        | –        | 0     | 0     | 53        | 23        |
| Manchester United        | 1970–71        | 40   | 18   | 2    | 1   | 6          | 2          | –        | –        | 0     | 0     | 48        | 21        |
| Manchester United        | 1971–72        | 40   | 18   | 7    | 5   | 6          | 3          | –        | –        | 0     | 0     | 53        | 26        |
| Manchester United        | 1972–73        | 19   | 4    | 0    | 0   | 4          | 2          | –        | –        | 0     | 0     | 23        | 6         |
| Manchester United        | 1973–74        | 12   | 2    | 0    | 0   | 0          | 0          | –        | –        | 0     | 0     | 12        | 2         |
| Manchester United        | Tổng cộng      | 361  | 137  | 46   | 21  | 25         | 9          | 34       | 11       | 4     | 1     | 470       | 179       |
| Dunstable Town           | 1974           | 5    | 1    |      |     |            |            |          |          |       |       | 5         | 1         |
| Stockport County         | 1975–76        | 3    | 2    | 0    | 0   | 0          | 0          | –        | –        | 0     | 0     | 3         | 2         |
| Cork Celtic              | 1975–76        | 3    | 0    | 0    | 0   | 0          | 0          | 0        | 0        | 0     | 0     | 3         | 0         |
| Los Angeles Aztecs       | 1976           | 23   | 15   |      |     |            |            |          |          |       |       | 23        | 15        |
| Fulham                   | 1976–77        | 32   | 6    |      |     |            |            | –        | –        |       |       | 23        | 6         |
| Fulham                   | 1977–78        | 10   | 2    |      |     |            |            | –        | –        |       |       | 10        | 2         |
| Fulham                   | Tổng cộng      | 42   | 8    |      |     |            |            | –        | –        |       |       | 42        | 8         |
| Los Angeles Aztecs       | 1977           | 20   | 11   |      |     |            |            |          |          | 5     | 2     | 25        | 13        |
| Los Angeles Aztecs       | 1978           | 12   | 1    |      |     |            |            |          |          |       |       | 12        | 2         |
| Los Angeles Aztecs       | Tổng cộng      | 32   | 12   |      |     |            |            |          |          |       |       | 37        | 15        |
| Fort Lauderdale Strikers | 1978           | 9    | 4    |      |     |            |            |          |          | 5     | 1     | 14        | 5         |
| Fort Lauderdale Strikers | 1979           | 19   | 2    |      |     |            |            |          |          |       |       | 19        | 2         |
| Fort Lauderdale Strikers | Tổng cộng      | 28   | 6    |      |     |            |            |          |          |       |       | 33        | 7         |
| Hibernian                | 1979–80        | 13   | 3    | 3    | 0   | 0          | 0          | 0        | 0        | 0     | 0     | 16        | 3         |
| Hibernian                | 1980–81        | 4    | 0    |      |     |            |            | 2        | 0        |       |       | 6         | 0         |
| Hibernian                | Tổng cộng      | 17   | 3    | 3    | 0   | 0          | 0          | 2        | 0        | 0     | 0     | 22        | 3         |
| San Jose Earthquakes     | 1980           | 26   | 8    |      |     |            |            |          |          |       |       | 26        | 8         |
| San Jose Earthquakes     | 1981           | 30   | 13   |      |     |            |            |          |          |       |       | 30        | 13        |
| San Jose Earthquakes     | Tổng cộng      | 56   | 21   |      |     |            |            |          |          |       |       |           |           |
| Bournemouth              | 1982–83        | 5    | 0    |      |     |            |            | –        | –        |       |       | 5         | 0         |
| Brisbane Lions           | 1983           | 4    | 0    |      |     |            |            |          |          |       |       | 4         | 0         |
| Tổng sự nghiệp           | Tổng sự nghiệp | 579  | 204  |      |     |            |            |          |          |       |       | 579       | 251       |

1.^  Bao gồm các giải đấu khác như Charity Shield và the Cúp bóng đá liên lục địa.